# Witold Jakóbik
 Witold Jakóbik  (ur. 21 maja 1950 w Warszawie) – polski ekonomista, dr hab., nauczyciel akademicki.

## Życiorys
W  1978 uzyskał stopień doktora nauk ekonomicznych na Wydziale Planowania Wewnętrznego Szkoły Głównej Planowania i Statystyki w Warszawie. W 1985 r. uchwałą tej samej uczelni uzyskał stopień doktora habilitowanego nauk ekonomicznych w zakresie ekonomii politycznej. Związany z Uczelnią Łazarskiego. Aktualnie wykłada w Akademii Ekonomiczno-Humanistycznej w Warszawie. Pełni również funkcję docenta w Instytucie Studiów Politycznych Polskiej Akademii Nauk w Warszawie.
Swoje zainteresowania skupia na ogólnej problematyce globalizacji finansowej oraz miejscu gospodarki polskiej w Unii Europejskiej po wejściu w strefę euro.

## Wybrane publikacje
- Jakóbik W., Gospodarka polska w procesie światowych przemian, Warszawa, 2006.
- Jakóbik W., Gospodarka polska u progu XXI w. Szanse i zagrożenia, Warszawa, 2004.
- Jakóbik W., Zmiany systemowe a struktura gospodarki w Polsce, Warszawa, 2000.